# Polana pod Wysoką (Pieniny)
Polana pod Wysoką, Pod Wysoką – polana pienińska (właściwie to połonina), znajdująca się na północnych zboczach najwyższego szczytu Pienin – Wysokiej, a powyżej rezerwatu przyrody Wąwozu Homole. Po wschodniej stronie Wysokiej połonina ta ciągnie się do samego grzbietu małych Pienin i dalej na południowych jego zboczach, już po słowackiej stronie. Na mapie Geoportalu są tu 3 polany; najniżej położona to polana Za Potok, środkowa jest polana Pod Wysoką, a najwyższa Wysokie.
Polana pod Wysoką powstała na miejscu pól uprawnych wsi Jaworki, której mieszkańcy (Rusini) zostali po II wojnie światowej wysiedleni. Opustoszałe tereny przeznaczono pod wypas bydła i owiec i dokonano w tym celu wielu inwestycji. Dostrzec można jeszcze w poprzek stoków biegnące betonowe korytka i ruiny wzorcowej bacówki. Bacówka okazała się jednak niepraktyczna i nie była używana do celu, w jakim ją wybudowano. W 1974 r. przekazano ją studentom, którzy adaptowali ją na schronisko. W grudniu 1980 r. opustoszałe schronisko spłonęło.
W dolnej części Polany pod Wysoką (na polanie Za Potok) – niewielkiej równince pod lasem, nad potokiem Kamionka znajduje się studencka baza namiotowa „Pod Wysoką” (znana także pod nazwą „Jaworki”) prowadzona przez Studenckie Koło Przewodników Beskidzkich w Łodzi. Działa ona w okresie wakacyjnym i przyjmuje turystów na nocleg.
Na polanie kilka pojedynczych szeroko rozrośniętych drzew (lipa drobnolistna, jesion wyniosły, jawor), pod którymi często odpoczywają od upałów letnich turyści. Z górnej części polany podziwiać można leżący poniżej Wąwóz Homole i pasmo Radziejowej wysoko ponad nim. W kierunku zachodnim widać samotny i zalesiony szczyt Homole i położoną pod nim Polanę Doliny i Połoninę Kiczera z jedynymi w całej okolicy zabudowaniami. Szczególnie wspaniałe widoki w kierunku wschodnim na wzniesienia i polany Małych Pienin z charakterystycznym, sterczącym wśród lasu skalistym wierzchołkiem Watriska zbudowanym z białych skał wapiennych. Za lesistym korytem potoku Kamionka druga duża polana – Polana Janeczków.
Na górnym skraju polany pod zalesionym szczytem Wysokiej niewielkie źródełko i tablica informująca o rezerwacie przyrody Wysokie Skałki.
Polana znajduje się w granicach wsi Jaworki w województwie małopolskim, w powiecie nowotarskim, w gminie miejsko-wiejskiej Szczawnica.

## Szlak turystyki pieszej
Jaworki – Wąwóz Homole – Dubantowska Polana – Jemeriska – Za Potok – Polana pod Wysoką – Wysokie Skałki. Czas przejścia 1 h 45 min, z powrotem 1 h 15 min
 – pętla z Jaworek obok Jemeriskowych Skał, przez Polanę pod Wysoką, Watrisko, Wierchliczkę, przełęcz Rozdziela i rezerwat przyrody Biała Woda.

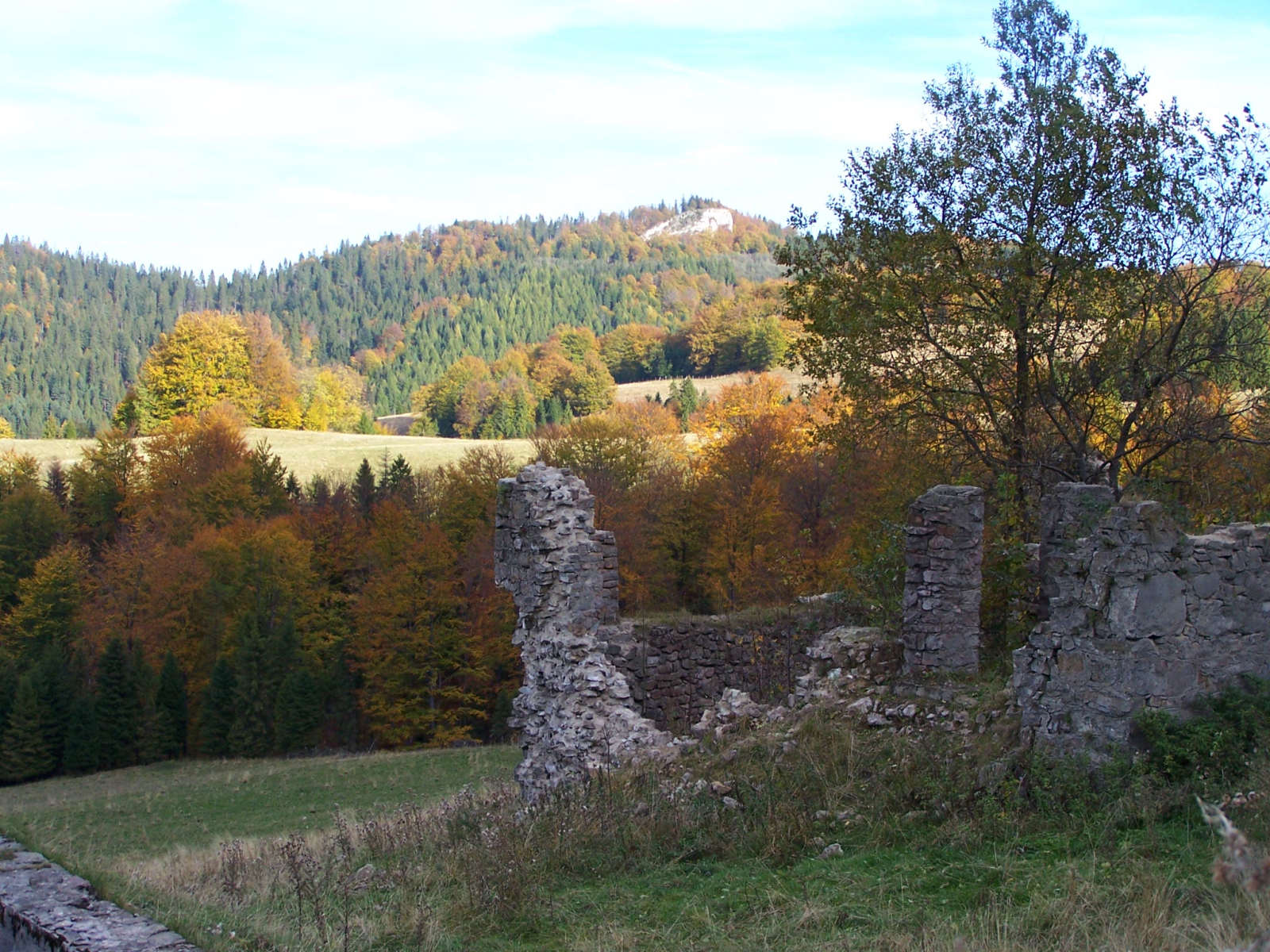
Ruiny bacówki. W głębi skalisty wierzchołek Watrisko